# Kelly Conlon
Kelly Conlon (20 marzo 1969) è un bassista statunitense di musica metal.
All'età di 10 anni inizia a suonare il sassofono, militando in vari gruppi jazz organizzati a scuola. Egli iniziò a suonare il basso all'età di 18 anni, ma nel giro di pochi anni, acquisì una grande tecnica con lo strumento.
Nel 1993, Conlon sostituì Steve DiGiorgio nei Death e prese parte alle registrazioni del loro sesto album Symbolic, ove si avverte la sua grande tecnica bassistica, che si amalgama bene con le ritmiche del batterista Gene Hoglan.
Nel 1996 entra nei Monstrosity, un altro gruppo death metal floridiano, con cui pubblica due dischi, Millennium (1997) e Dark Purity (1999).
Successivamente entra nei Vital Remains, una band blackened death metal guidata da Glen Benton, leader dei Deicide.
Dal 2002, Conlon suona negli Infinity Minus One, una progressive metal band di Boston.
| Controllo di autorità | Europeana agent/base/155554 |